# سوسک‌های چرم‌خوار
سوسک‌های چرم‌خوار (نام علمی: Dermestidae) نام یک تیره از زیرراسته سوسک‌های همه‌چیزخوار است.
حشرات این تیره به‌طور کلی بیضی شکل و دارای رنگ تیره و اندازه بدن متوسط یا کوچک هستند. روی بدن از موهای لطیف متراکم و گاهی نیز از فلس‌های رنگین پوشیده شده‌است. شاخک‌ها در انتها دارای ماسوی مشخص می‌باشند.
لارو این حشرات از انواع مختلف فراورده‌های حیوانی مانند ماهی خشک، انواع پوست خز، چرم، مواد ابریشمی، پشمی و هم چنین پنیر، کشک، کلکسیون‌های جانوری خشک شده و غیره تغذیه می‌کنند. در طبیعت در دالان‌های حشرات چوب‌خوار، لانه پرندگان، زنبورها و عنکبوت‌ها نیز یافت می‌شوند که به صورت انحصاری از پوسته لاروی و شفیرگی یا از لاشه آن‌ها تغذیه می‌کنند.
این حشرات از نظر رژیم غذایی بدون تردید در گذشته گوشت‌خوار و لاشه خوار بوده‌اند که در اثر گسترش فعالیت‌های کشاورزی و توسعه تولید مواد غذایی گیاهی توسط انسان امروزه تعدادی از گونه‌ها به تدریج به فراورده‌های گیاهی رو آورده‌اند. از آن جمله می‌توان گونه‌های جنس Trogoderma را نام برد که لارو آن‌ها از دانه‌های غلات و حبوبات انباری تغذیه کرده و خسارت سنگینی به بار می‌آورند.
بدن لاروها اغلب از موهای کوتاه و بلند پرپشت پوشیده شده‌است. در برخی از گونه‌ها موهای بلند و انبوه (دسته‌جارویی) در انتهای شکم دیده می‌شود. 
امروزه برای تهیه اسکلت و جمجمه جانوران و پاکیزه کردن استخوان‌ها از گوشت و بافت‌های نرم، از این نوع سوسک استفاده می‌کنند.